# John Sentamu
John Tucker Mugabi Sentamu (ur. 10 czerwca 1949 w Kampali) – ugandyjski duchowny anglikański, w latach 2005-2020 arcybiskup metropolita Yorku i prymas Anglii.

## Życiorys
Jest szóstym z trzynaściorga rodzeństwa. Początkowo kształcił się dzięki angielskim misjonarzom. Ukończył prawo na Uniwersytecie Makerere. Następnie rozpoczął praktykę prawniczą i został członkiem ugandyjskiego Sądu Najwyższego. W 1974 przyjechał do Wielkiej Brytanii. Po przybyciu rozpoczął studia teologiczne na Selwyn College w Cambridge, gdzie uzyskał magisterium i doktorat. W 1979 przyjął święcenia kapłańskie. W latach osiemdziesiątych pracował w różnych parafiach.
W 1996 został biskupem sufraganem Stepney, podlegającej diecezji londyńskiej. Pozostawał nim do 2002 roku, kiedy to został biskupem Birmingham. Po trzech latach, w 2003 został arcybiskupem Yorku.
Na przełomie wieków, angażował się w sprawy społeczne i prawnicze, wypowiadając się przeciw posiadaniu broni palnej, noży i narkotyków. W kwietniu 2005 roku został prezydentem YMCA. Jest członkiem Izby Lordów i Tajnej Rady Wielkiej Brytanii. W 2005 w Yorku publicznie odrzucił kultywowanie postkolonialnego i postmisjonarskiego poczucia winy wśród ludzi białych, potępiając wielokulturowość, broniąc Imperium brytyjskiego, jak również wychwalając kulturę brytyjską, którą to imperium rozpowszechniało w wielu zakątkach globu.

## Rodzina
Należy do Royal Society of Arts. Jest żonaty z Margaret, z którą ma dwoje własnych dzieci: Grace i Geoffreya oraz dwoje adoptowanych.